# Clematis turyusanensis
Clematis turyusanensis är en ranunkelväxtart som beskrevs av U.C.La och Chae G.Chen. Clematis turyusanensis ingår i släktet klematisar, och familjen ranunkelväxter. Inga underarter finns listade i Catalogue of Life.